# NGC 2634
NGC 2634 est une galaxie elliptique située dans la constellation de la Girafe. NGC 2634 a été découverte par l'astronome allemand Wilhelm Tempel en 1882.

## Caractéristiques
Sa vitesse par rapport au fond diffus cosmologique est de 2 297 ± 6 km/s, ce qui correspond à une distance de Hubble de 33,9 ± 2,4 Mpc (∼111 millions d'al).
À ce jour, une dizaine de mesures non basées sur le décalage vers le rouge (redshift) donnent une distance de 47,490 ± 13,746 Mpc (∼155 millions d'al), ce qui est à l'intérieur des valeurs de la distance de Hubble. Notons cependant que c'est avec la valeur moyenne des mesures indépendantes, lorsqu'elles existent, que la base de données NASA/IPAC calcule le diamètre d'une galaxie et qu'en conséquence le diamètre de NGC 2634 pourrait être d'environ 19,7 kpc (∼64 300 al) si on utilisait la distance de Hubble pour le calculer.

## Identification de NGC 2364
Il est possible que NGC 2634 soit la galaxie NGC 2630 (voir l'article NGC 2630).

## Groupe de NGC 2633
La galaxie NGC 2634 fait partie du groupe de NGC 2633 qui comprend au moins 5 galaxies. Outre IC 2389 et NGC 2633, les 3 autres galaxies du groupe sont IC 2389, NGC 2551 et NGC 2634A (= PGC 24760).
La vitesse radiale de la galaxie spirale PGC 24760 (ou UGC 4585) voisine sur la sphère céleste est de 2 086 ± 9 km/s.
Ces deux galaxies sont donc à peu près à la même distance de la Voie lactée et il forme une paire. La galaxie PGC 24760 est quelquefois appelée NGC 2634A et il est possible que ce soit NGC 2631 (voir l'article NGC 2631).